# E-Prix de Marrakech de 2020
El e-Prix de Marrakech de 2020 (oficialmente, 2020 ABB FIA Formula E Marrakesh E-Prix) fue una carrera de monoplazas eléctricos del campeonato de la Fórmula E que tuvo lugar el 29 de febrero de 2020, en el circuito Internacional Moulay El Hassan de Marrakech (Marruecos).
El ganador de la prueba fue el portugués António Félix da Costa, fue acompañado en el podio por el alemán Maximilian Günther y por su compañero de equipo en el DS Techeetah, Jean-Éric Vergne.

## Resultados

### Clasificación
| Pos. | N.º | Piloto                 | Escudería                        | GS         | SP       | Parrilla |
| ---- | --- | ---------------------- | -------------------------------- | ---------- | -------- | -------- |
| 1    | 13  | António Félix da Costa | DS Techeetah                     | 1:17.640   | 1:17.158 | 1        |
| 2    | 28  | Maximilian Günther     | BMW i Andretti Motorsport        | 1:17.562   | 1:17.227 | 2        |
| 3    | 36  | André Lotterer         | TAG Heuer Porsche Formula E Team | 1:17.582   | 1:17.253 | 3        |
| 4    | 17  | Nyck de Vries          | Mercedes-Benz EQ Formula E Team  | 1:17.743   | 1:17.590 | 4        |
| 5    | 48  | Edoardo Mortara        | ROKiT Venturi Racing             | 1:17.631   | 1:17.803 | 5        |
| 6    | 23  | Sébastien Buemi        | Nissan e.dams                    | 1:17.779   | 1:17.811 | 6        |
| 7    | 64  | Jérôme d'Ambrosio      | Mahindra Racing                  | 1:17.798   |          | 7        |
| 8    | 27  | Alexander Sims         | BMW i Andretti Motorsport        | 1:17.830   |          | 8        |
| 9    | 22  | Oliver Rowland         | Nissan e.dams                    | 1:17.839   |          | 9        |
| 10   | 51  | James Calado           | Panasonic Jaguar Racing          | 1:17.867   |          | 10       |
| 11   | 25  | Jean-Éric Vergne       | DS Techeetah                     | 1:17.928   |          | 11       |
| 12   | 6   | Brendon Hartley        | GEOX Dragon                      | 1:17.944   |          | 12       |
| 13   | 11  | Lucas di Grassi        | Audi Sport ABT Schaeffler        | 1:17.958   |          | 13       |
| 14   | 2   | Sam Bird               | Envision Virgin Racing           | 1:18.064   |          | 14       |
| 15   | 94  | Pascal Wehrlein        | Mahindra Racing                  | 1:18.069   |          | 15       |
| 16   | 7   | Nico Müller            | GEOX Dragon                      | 1:18.203   |          | 16       |
| 17   | 5   | Stoffel Vandoorne      | Mercedes-Benz EQ Formula E Team  | 1:18.218   |          | 17       |
| 18   | 66  | Daniel Abt             | Audi Sport ABT Schaeffler        | 1:18.229   |          | 18       |
| 19   | 3   | Oliver Turvey          | NIO 333 FE Team                  | 1:18.313   |          | 19       |
| 20   | 19  | Felipe Massa           | ROKiT Venturi Racing             | 1:18.675   |          | 20       |
| 21   | 33  | Ma Qinghua             | NIO 333 FE Team                  | 1:19.359   |          | 21       |
| NC   | 4   | Robin Frijns           | Envision Virgin Racing           | 1:27.444   |          | 22*      |
| NC   | 18  | Neel Jani              | TAG Heuer Porsche Formula E Team | 1:32.690   |          | 23*      |
| NC   | 20  | Mitch Evans            | Panasonic Jaguar Racing          | Sin tiempo |          | 24       |

Fuente: Fórmula E.

### Carrera
| Pos. | N.º | Piloto                 | Escudería                        | Vueltas | Tiempo/Retirado | Parrilla | Puntos |
| ---- | --- | ---------------------- | -------------------------------- | ------- | --------------- | -------- | ------ |
| 1    | 13  | António Félix da Costa | DS Techeetah                     | 34      | 46:52.757       | 1        | 25+3   |
| 2    | 28  | Maximilian Günther     | BMW i Andretti Motorsport        | 34      | +11.427         | 2        | 18+1   |
| 3    | 25  | Jean-Éric Vergne       | DS Techeetah                     | 34      | +12.034         | 11       | 15     |
| 4    | 23  | Sébastien Buemi        | Nissan e.dams                    | 34      | +12.282         | 6        | 12     |
| 5    | 48  | Edoardo Mortara        | ROKiT Venturi Racing             | 34      | +15.657         | 5        | 10     |
| 6    | 20  | Mitch Evans            | Panasonic Jaguar Racing          | 34      | +16.335         | 24       | 8+1    |
| 7    | 11  | Lucas Di Grassi        | Audi Sport ABT Schaeffler        | 34      | +18.706         | 13       | 6      |
| 8    | 36  | André Lotterer         | TAG Heuer Porsche Formula E Team | 34      | +19.498         | 3        | 4      |
| 9    | 22  | Oliver Rowland         | Nissan e.dams                    | 34      | +20.126         | 9        | 2      |
| 10   | 2   | Sam Bird               | Envision Virgin Racing           | 34      | +20.295         | 14       | 1      |
| 11   | 17  | Nyck de Vries          | Mercedes-Benz EQ Formula E Team  | 34      | +20.557         | 4        |        |
| 12   | 4   | Robin Frijns           | Envision Virgin Racing           | 34      | +22.373         | 22       |        |
| 13   | 64  | Jérôme d'Ambrosio      | Mahindra Racing                  | 34      | +22.785         | 7        |        |
| 14   | 66  | Daniel Abt             | Audi Sport ABT Schaeffler        | 34      | +25.080         | 18       |        |
| 15   | 5   | Stoffel Vandoorne      | Mercedes-Benz EQ Formula E Team  | 34      | +25.969         | 17       |        |
| 16   | 51  | James Calado           | Panasonic Jaguar Racing          | 34      | +26.528         | 10       |        |
| 17   | 19  | Felipe Massa           | ROKiT Venturi Racing             | 34      | +27.476         | 20       |        |
| 18   | 18  | Neel Jani              | TAG Heuer Porsche Formula E Team | 34      | +44.476         | 23       |        |
| 19   | 6   | Brendon Hartley        | GEOX Dragon                      | 34      | +49.002         | 12       |        |
| 20   | 7   | Nico Müller            | GEOX Dragon                      | 34      | +53.075         | 16       |        |
| 21   | 3   | Oliver Turvey          | NIO 333 FE Team                  | 34      | +59.969         | 19       |        |
| 22   | 94  | Pascal Wehrlein        | Mahindra Racing                  | 34      | +1:13.414       | 15       |        |
| 23   | 33  | Ma Qing Hua            | NIO 333 FE Team                  | 33      | +1 vuelta       | 21       |        |
| Ret  | 27  | Alexander Sims         | BMW i Andretti Motorsport        | 33      | Retirado        | 8        |        |

Fuente: Fórmula E.

## Clasificaciones tras la carrera
| Pos. | Piloto                 | Puntos |
| ---- | ---------------------- | ------ |
| 1    | António Félix da Costa | 67     |
| 2    | Mitch Evans            | 56     |
| 3    | Alexander Sims         | 46     |
| 4    | Maximilian Günther     | 44     |
| 5    | Lucas Di Grassi        | 38     |

| Pos. | Escudería                       | Puntos |
| ---- | ------------------------------- | ------ |
| 1    | DS Techeetah                    | 98     |
| 2    | BMW i Andretti Motorsport       | 90     |
| 3    | Panasonic Jaguar Racing         | 66     |
| 4    | Nissan e.dams                   | 57     |
| 5    | Mercedes-Benz EQ Formula E Team | 56     |